# Староселка (приток Вопши)
Староселка — река в России, протекает в Даниловским районе Ярославской области. Впадает с севера в озеро Фомино, через которое с запада на восток протекает река Вопша. Частично находится на территории федерального зоологического заказника «Ярославский». Сельские населённые пункты у реки: Кузнецово, Сидорово, Старово.